# La Esperanza, Chiapa de Corzo
La Esperanza är en ort i Mexiko.   Den ligger i kommunen Chiapa de Corzo och delstaten Chiapas, i den sydöstra delen av landet, 700 km öster om huvudstaden Mexico City. La Esperanza ligger 545 meter över havet och antalet invånare är 263.
Terrängen runt La Esperanza är varierad. Runt La Esperanza är det ganska tätbefolkat, med 58 invånare per kvadratkilometer. Närmaste större samhälle är Tuxtla Gutiérrez, 17,3 km väster om La Esperanza. Omgivningarna runt La Esperanza är en mosaik av jordbruksmark och naturlig växtlighet.